# Mantispa femoralis
Mantispa femoralis är en insektsart som beskrevs av Navás 1914. Mantispa femoralis ingår i släktet Mantispa och familjen fångsländor. Inga underarter finns listade i Catalogue of Life.